# Dark World
Ne pas confondre avec le film russe « Dark World » sorti en 2010.
Pour la série russe, voir Dark World: Equilibrium.
Pour plus de détails, voir Fiche technique et Distribution.
Dark World (Franklyn) est un film britannique réalisé par Gerald McMorrow (en), sorti en 2008.

## Synopsis
Entre un Londres contemporain et « Meanwhile City », l'étouffante métropole d'un monde futuriste dominé par la foi et la religion, quatre personnages vont voir leurs destins se mêler à cause d'une balle. Jonathan Preest est un justicier masqué de «Meanwhile City», dont il arpente les rues à la recherche de son pire ennemi. Emilia, étudiante, est obsédée par ses projets artistiques suicidaires, de plus en plus complexes et mortels. Milo, trentenaire inconsolable, tente vainement de retrouver son premier amour, et Esser, homme brisé, erre dans les bas-fonds de Londres, où il espère retrouver son fils, vivant parmi les sans-abri...

## Fiche technique
- Titre original : Franklyn
- Titre français : Dark World
- Réalisation : Gerald McMorrow (en)
- Scénario : Gerald McMorrow
- Chef opérateur : Ben Davis
- Montage : Peter Christelis
- Musique : Joby Talbot
- Producteur : Jeremy Thomas
- Production : Recorded Picture Company
- Pays :  Royaume-Uni
- Genre : Drame, science-fiction
- Durée : 98 minutes
- Sortie : 16 octobre 2008 au Festival du film de Londres • Royaume-Uni 27 février 2009

## Distribution
- Ryan Phillippe (VF : Cédric Chevalme) : Jonathan Preest / David Esser
- Eva Green (VF : Christine Paillard) : Emilia Bryant / Sally
- Sam Riley (VF : Paolo Domingo) : Milo
- Bernard Hill (VF : Georges Claisse) : Peter Esser / L'individu
- James Faulkner (VF : Patrice Dubois) : le Dr. Earlle / le pasteur Bone
- Art Malik (VF : Alain Lenglet) : Tarrant
- Susannah York (VF : Sylvie Genty) : Margaret Bryant
- Richard Coyle (VF : Chad Chenouga) : Dan
- Kika Markham (VF : Françoise Vallon) : Naomi
- Stephen Walters (VF : Franck Lorrain) : Wormsnakes / Bill Wasnik